# Sames, Pyrénées-Atlantiques
Sames (tiếng Basque: Samatze) là một xã thuộc tỉnh Pyrénées-Atlantiques trong vùng Nouvelle-Aquitaine miền tây nam nước Pháp.